# Фердинанд Штехер
Фердинанд Йозеф Штехер фон Себенітц (нім. Ferdinand Joseph Stecher von Sebenitz; 18 січня 1779, м. Самбір — 22 вересня 1857, Львів) — професор і ректор Львівського університету (1819—1820).

## Життєпис
У 1800 році закінчив медичний факультет Віденського університету. Працював лікарем єврейської громади, головним лікарем єврейського шпиталю Львова (1801—1815) та за сумісництвом головним лікарем військового шпиталю (1805).
Професор, керівник кафедр фізіології (1806—1835) та акушерства (1807—1826) Львівського університету, ректор університету в 1819—1820 академічному році, директор Львівського загального шпиталю (1834—1840).
Мав велику популярність як акушер-практик. Запровадив у Галичині щеплення проти тифу (1802). Брав участь у ліквідації епідемій холери (1831—1854).

## Відзнаки
- Почесний громадянин Львова,
- Радник австрійського уряду,
- Член Віденського лікарського товариства.